# Quintus Lutatius Catulus (Konsul 78 v. Chr.)
Quintus Lutatius Catulus († zwischen 62 und 60 v. Chr.) war ein römischer Politiker der späten Republik.
Catulus war der Sohn des gleichnamigen Konsuls von 102 v. Chr. Wie sein Vater wandte er sich 87 v. Chr. gegen Marius und Cinna und floh aus Rom, vermutlich zu Sulla nach Griechenland. Spätestens 81 v. Chr. muss er Prätor gewesen sein. 78 v. Chr. wurde er Konsul und bekämpfte seinen Kollegen Marcus Aemilius Lepidus, der die Maßnahmen des Diktators Sulla wieder aufheben wollte. Auf Initiative von Catulus und Pompeius wurde für Sulla durch Senatsbeschluss das erste Staatsbegräbnis der späten römischen Republik beschlossen. Als Prokonsul 77 v. Chr. besiegte er Lepidus, als dieser gegen Rom zog. 65 v. Chr. war er Censor, geriet aber in Streit mit seinem Kollegen Marcus Licinius Crassus, weshalb der Census unvollendet blieb.
Catulus war mit der Wiederherstellung des niedergebrannten Jupiter-Tempels auf dem Kapitol betraut, den er 69 v. Chr. einweihte. Außerdem erbaute er am Hang des Kapitols zum Forum Romanum das Staatsarchiv (tabularium). Seit spätestens 73 v. Chr. war er Pontifex. 63 v. Chr. unterlag er Gaius Iulius Caesar bei der Wahl zum Pontifex Maximus. Er starb zwischen 62 und 60 v. Chr.